# Wild Flower (with youjeen)
Wild Flower (with youjeen) (tiếng Hàn: 들꽃놀이) (tạm dịch: "Bông Hoa Dại") là bài hát được thu âm bởi RM của nhóm nhạc Hàn Quốc BTS cho album phòng thu đầu tay Indigo. Bài hát được phát hành thông qua BIGHIT LABELS dưới dạng bài hát chủ đề (title) vào ngày 2 tháng 12 năm 2022. Cùng với album Indigo, đây cũng chính là đĩa nhạc cuối cùng của anh trước khi anh nhập ngũ, bài hát được sản xuất bởi DOCSKIM và được viết lời bởi RM và DOCSKIM.